# Alfons IX
Alfons IX (ur. 15 sierpnia 1171, zm. 23 lub 24 września 1230) – król Leónu w okresie 1188–1230. Syn Ferdynanda II. Założyciel uniwersytetu w Salamance (1218). Toczył wiele wojen, ale sukcesy zaczął odnosić pod koniec panowania - w 1227 podbił Cáceres, a w 1230 Méridę i Badajoz.